# TT255
| r · Z1 | i | i |

| r · Z1 | i | i |

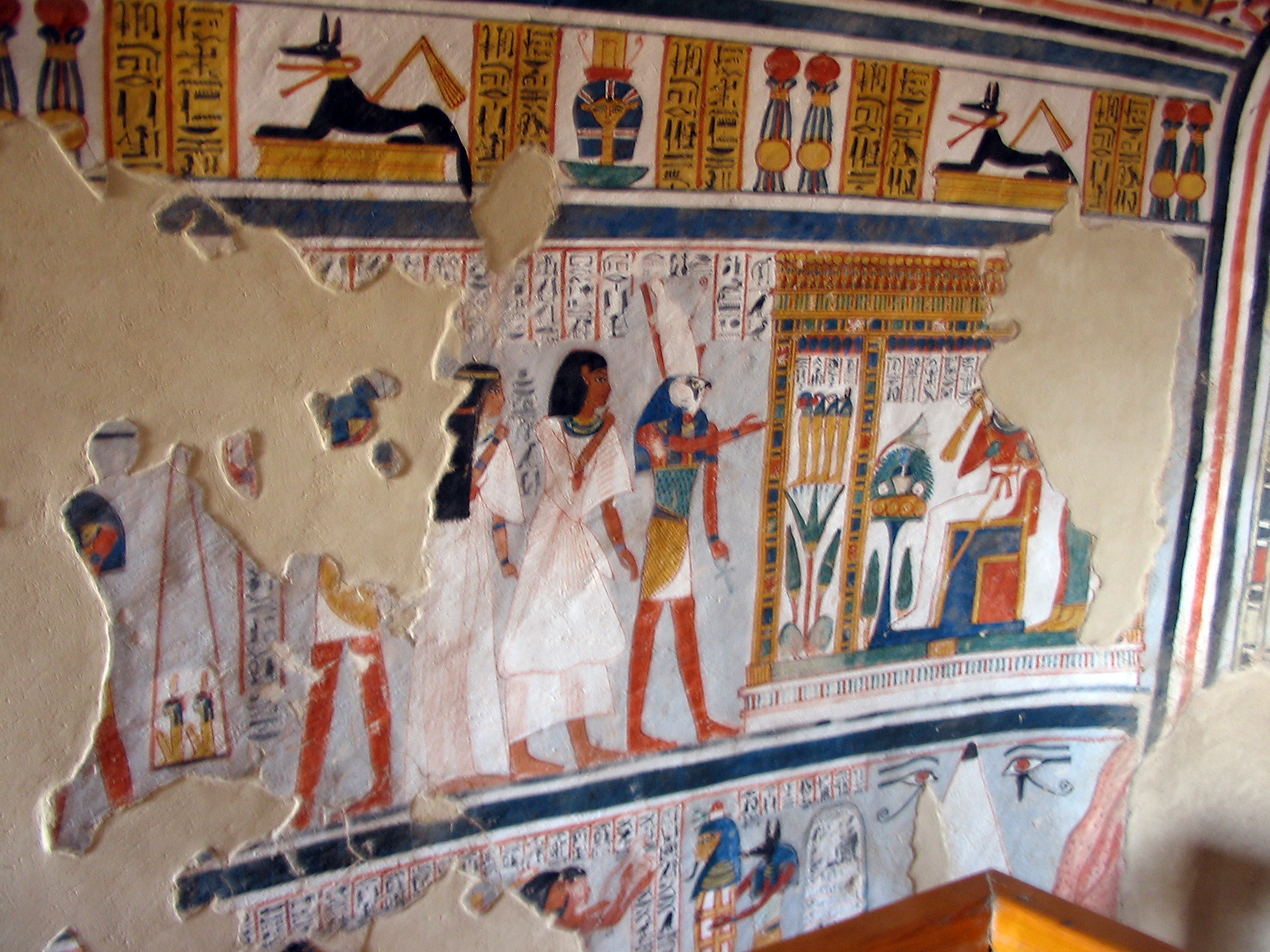
Horus presenta Roy a Osiride

TT255 (Theban Tomb 255) è la sigla che identifica una delle Tombe dei Nobili ubicate nell'area della cosiddetta Necropoli Tebana, sulla sponda occidentale del Nilo dinanzi alla città di Luxor, in Egitto. Destinata a sepolture di nobili e funzionari connessi alle case regnanti, specie del Nuovo Regno, l'area venne sfruttata, come necropoli, fin dall'Antico Regno e, successivamente, sino al periodo Saitico (con la XXVI dinastia) e Tolemaico.

## Titolare
TT255 era la tomba di:
| Titolare | Titolo                                                           | Necropoli       | Dinastia/Periodo             | Note |
| -------- | ---------------------------------------------------------------- | --------------- | ---------------------------- | ---- |
| Roy      | Scriba reale; Amministratore dei possedimenti di Horemheb e Amon | Dra Abu el-Naga | XVIII dinastia (Horemheb ?); |      |

## Biografia
Roy fu Scriba reale e amministratore dei possedimenti di Horemheb, ma proseguì la sua carriera verosimilmente anche durante la XIX dinastia; Nebtawy (o Nebettauy), spesso abbreviato con Tawy, era il nome di sua moglie, Cantatrice di Amon. Altri personaggi femminili sono rappresentati sulle pareti, ma di queste non sono stati riportati i nomi, né i legami con il titolare; analogamente, alcuni personaggi maschili sono identificabili nominativamente come Djehutymes (Thutmosi), Imenemipet e Amenemky, ma anche di costoro non è specificato il rapporto con Roy.

## La tomba
La tomba è nota dal 1822, quando venne esplorata da Robert Hay per conto del British Museum; pur essendo di piccole dimensioni (circa 4 m di profondità x 1,85 di larghezza) è tuttavia una delle meglio conservate come qualità dell'opera artistica e dei colori delle scene parietali. Di forma irregolare e completamente asimmetrica, priva di angoli, ricorda la forma di cartiglio tipica di alcune delle tombe della Valle dei Re (ad esempio KV38 di Thutmosi I). Scavata direttamente nella roccia presenta, alla destra dell'entrata, un pozzo funerario; le pareti, pur non essendo regolari, furono pareggiate con uno strato di malta su cui vennero applicate le pitture. Si rileva che alcune delle scene, benché complete sotto il profilo artistico,  non sembrano ultimate giacché, pur presentando gli spazi destinati ad accoglierli, mancano testi esplicativi dei personaggi rappresentati e del loro rapporto con il titolare della sepoltura. Il soffitto è decorato con riquadri geometrici policromi intervallati a fiori, a imitazione di un telo da tenda del tipo di quelli che, in altre scene, ricoprono le cabine della navi. I geroglifici, quando presenti, sono realizzati in nero su sfondo bianco o giallo oro con le colonne intervallate da larghe bande di colore rosso.
Sulle pareti (1 in planimetria), su quattro registri sovrapposti, uomini che recano un vitello al defunto e alla moglie e scene di aratura di campi di lino; poco oltre (2) su due registri, in cinque scene, brani del Libro delle Porte, un tale Amenemopet, Supervisore al granaio del Signore delle Due Terre, accompagnato dalla moglie, adora Nefertum e Maat mentre il defunto e la moglie adorano Ra-Horakhti e Hathor; poco oltre il defunto e la moglie adorano Atum e l'Enneade, Horus presenzia alla cerimonia della psicostasia mentre il defunto e la moglie sono presentati a Osiride, accompagnato da Iside e Nephtys, dal dio Harsiesi; scene della processione funeraria della mummia, diretta verso la piramide funeraria, con prefiche, dolenti e preti, accompagnata da Anubi. Sulle pareti opposte (3-4) un prete, accompagnato da due donne e dalla moglie, offre libagioni. Sul fondo una nicchia (5) accoglie una stele con la barca di Ra adorata da babbuini con inni dedicati al dio; sopra la nicchia, il faraone Horemheb e la regina Mutnodjemet, con sistri, dinanzi al dio Osiride, al re Amenhotep I (?) e alla regina Ahmose Nefertari e al dio Anubi. Ai lati il defunto in adorazione di divinità femminili. Probabilmente proviene da questa tomba una statua di Roy, in ginocchio, con una stele, oggi al Metropolitan Museum of Art di New York (cat. 17.190.1960).

### Annotazioni
1. ↑  La numerazione dei locali e delle pareti segue quella di Porter e Moss 1927, p. 334.
2. ↑  La prima numerazione delle tombe, dalla numero 1 alla 252, risale al 1913 con l'edizione del "Topographical Catalogue of the Private Tombs of Thebes" di Alan Gardiner e Arthur Weigall. Le tombe erano numerate in ordine di scoperta e non geografico; ugualmente in ordine cronologico di scoperta sono le tombe dalla 253 in poi.
3. ↑  I campi della Duat, ovvero l'aldilà egizio, si trovavano, secondo le credenze, proprio sulla riva occidentale del grande fiume.
4. ↑  Nella sua epoca di utilizzo, l'area era nota come "Quella di fronte al suo Signore" (con riferimento alla riva orientale, dove si trovavano le strutture dei Palazzi di residenza dei re e i templi dei principali dei) o, più semplicemente, "Occidente di Tebe".
5. ↑  le Tombe dei Nobili, benché raggruppate in un'unica area, sono di fatto distribuite su più necropoli distinte.
6. ↑  Le note di Gardiner e Weigall, tratte dal "Topographical Catalogue", ed. 1913, terminano con la tomba TT252
7. ↑  Gaston Maspero ipotizzò che alcune tombe fossero preparate da vere e proprie agenzie e quindi vendute a chi ne facesse richiesta; ciò giustificherebbe la presenza di figure prive di nome pur in presenza di aree parietali già organizzate per ospitarli.

### Fonti
1. 1 2 3 4  Porter e Moss 1927,  p. 339.
2. ↑  Gardiner e Weigall 1913.
3. ↑  Donadoni 1999,  p. 115.
4. ↑  Porter e Moss 1927,  pp. 339-340.